# Luteránský kostel Zmrtvýchvstání
Luteránský kostel Zmrtvýchvstání (fr. Église luthérienne de la Résurrection) je farní kostel v Paříži, který slouží Sjednocené protestantské církvi ve Francii. Nachází se v 15. obvodu v ulici Rue Quinault č. 6.

## Dějiny
Protestantský kostel byl postaven za Druhého císařství nařízením prefekta Haussmanna, který sám byl luteránského vyznání. V bývalé obci Vaugirard, která se v roce 1860 stala pařížskou čtvrtí Saint-Lambert, také nechal po obou stranách kostela postavit novou základní školu.
Komplex byl slavnostně otevřen 7. ledna 1866 za přítomnosti městského architekta a protestanta Victora Baltarda. Kostel vysvětil předseda luteránské konzistoře v Paříži, pastor Louis Meyer.
Varhany postavil Aristide Cavaillé-Coll. Komunita narostla s přílivem alsaských uprchlíků po francouzsko-pruské válce v roce 1870.

## Architektura
Architekt Eugène Godeboeuf (1809–1879) navrhl fasádu v novorománském stylu. Na portále je zobrazená otevřená Bible, tehdy obvyklý symbol protestantských chrámů. Na levé straně je nápis „Svatá Bible“ a na pravé „Slovo Boží trvá navěky“ (Iz 40, 8 (Kral, ČEP), 1Petr 1, 24 (Kral, ČEP)).